# Lionel Barrymore
Lionel Herbert Blythe (Filadelfia, 28 de abril de 1878-Beverly Hills, 15 de noviembre de 1954), conocido como Lionel Barrymore, fue un actor de teatro, radio y cine estadounidense. 

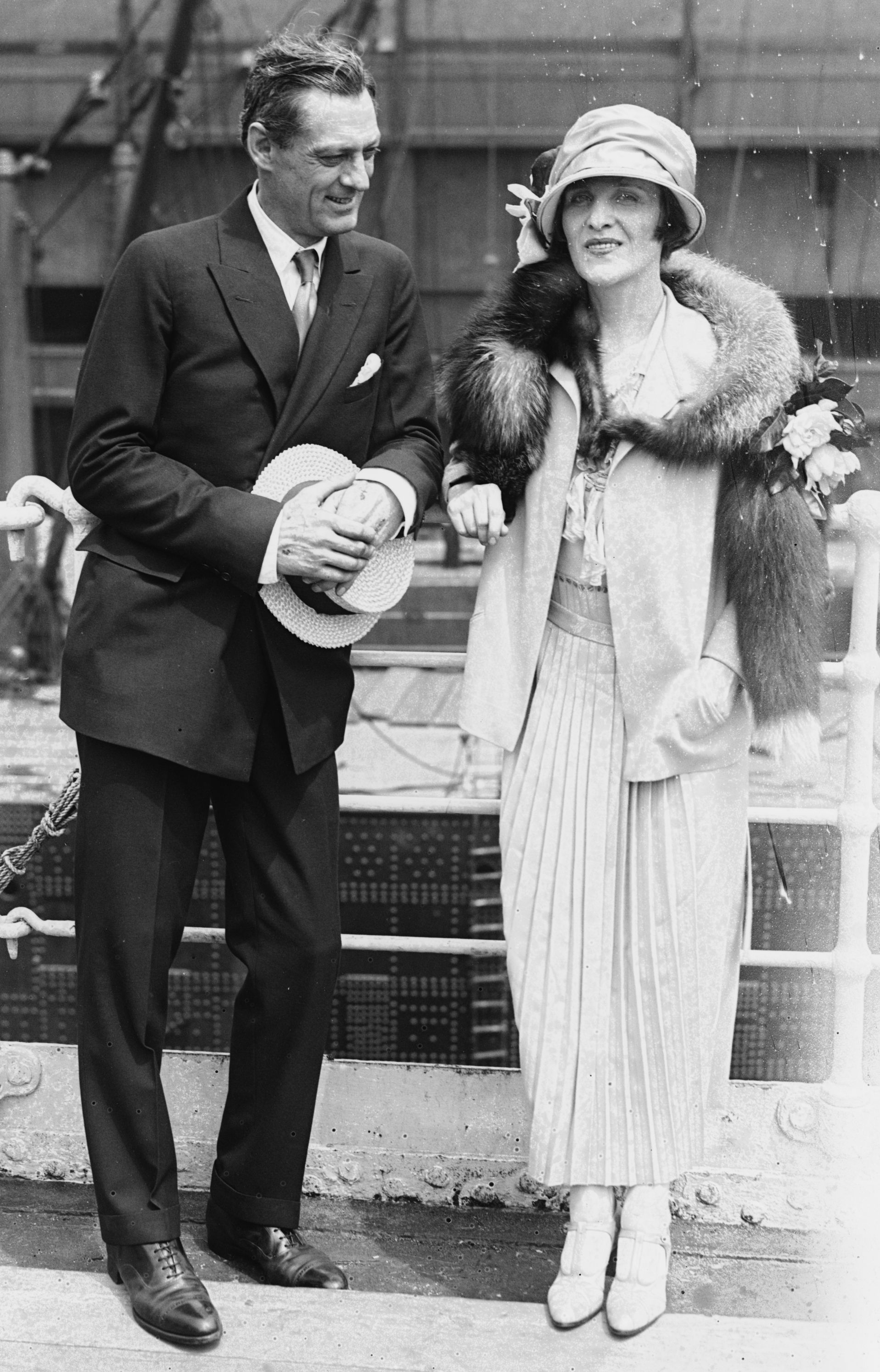
Lionel Barrymore junto a Irene Fenwick en 1923.

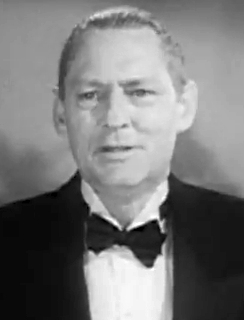
Lionel Barrymore en 1935.

## Biografía
Barrymore fue el hermano mayor de Ethel y John Barrymore, y sus padres fueron Maurice Barrymore y Georgiana Drew. Se casó con las actrices Doris Rankin e Irene Fenwick. Con Doris tuvo dos hijas, Ethel y Mary, que murieron muy niñas. Barrymore nunca llegó a recuperarse realmente de sus muertes y la pérdida tensó su matrimonio hasta terminar en divorcio en 1922.
Comenzó su carrera en los escenarios a comienzos de los años 1900. En 1907, luego de pasar algunos años en París, volvió a Broadway, donde estableció una reputación como actor dramático. Él probó su talento en algunas obras como Peter Ibbetson (1917), The Copperhead (1918) y The Jest (1919). 
En 1924 dejó Broadway por Hollywood. En 1930 fue el ayudante de dirección de Wesley Ruggles en la película The Sea Bat. En 1931 ganó un Óscar por su papel de abogado alcohólico en A Free Soul (1931), después de haber sido candidato en 1930 al premio al mejor director por Madame X. Aunque pudo representar muchos tipos de personajes, como el malvado Rasputín en Rasputín y la zarina de 1932 (en donde coprotagonizó con John y Ethel Barrymore), estuvo, durante los años 1930 y 1940, estereotipado como un gruñón, pero normalmente dulce, hombre anciano en algunas películas como La isla misteriosa (1929), Grand Hotel (1932, con John), Cena a las ocho (1933, película en la que participaba también su hermano John, aunque no tuvieran escenas juntos), Capitanes intrépidos (1937), You can't take it with you (1938), Duelo al sol (1946), y Key Largo (1948). Por la calidad humana transmitida, es probable que su rol más conocido sea el protagonizado en Vive como quieras (1938), donde encarnó a Martin Vanderhof o, más cariñosamente, Grandpa (el abuelo), como le llamaba su nieta Alice Sycamore, interpretada por Jean Arthur. 
Interpretó al villano señor Potter en la película Qué bello es vivir (1946), dirigida por Frank Capra y cuyo personaje sería considerado uno de los mejores villanos de la historia de Hollywood por el América Film Institute (AFI). 
Personificó al irritable Doctor Gillespie en una serie de películas del Doctor Kildare en los años 1930 y 1940, y el rol del título en las series de radio de los años 1940 Mayor of the Town. Después de haberse roto la cadera dos veces, quedó confinado en una silla de ruedas, pero siguió actuando. Así se explica por qué interpretó al Dr. Gillespie en silla de ruedas y por qué no pudo interpretar a Scrooge en la versión en película de MGM de 1938, A Christmas Carol.
Barrymore murió el 15 de noviembre de 1954 de un ataque al corazón, y está enterrado en el Cementerio Calvary en el Este de los Ángeles, California.
Tiene una estrella en el Paseo de la Fama de Hollywood en el 1724 de la Calle Vine.
Fue el tío abuelo de la actriz Drew Barrymore.

## Filmografía
| Año  | Título                       | Director                               |
| ---- | ---------------------------- | -------------------------------------- |
| 1911 | Fighting Blood               | D.W. Griffith                          |
| 1912 | Heredity                     | D.W. Griffith                          |
| 1912 | The New York Hat             | D.W. Griffith                          |
| 1913 | The Tender Hearted Boy       | D.W. Griffith                          |
| 1913 | The Work Habit               | D.W. Griffith                          |
| 1913 | The Strong Man's Burden      | D.W. Griffith                          |
| 1913 | Almost a Wild Man            | D.W. Griffith                          |
| 1914 | Strongheart                  | D.W. Griffith                          |
| 1923 | Los enemigos de la mujer     | Alan Crosland                          |
| 1923 | La ciudad eterna             | George Fitzmaurice                     |
| 1923 | A ciegas por los hielos      | Edward H. Griffith                     |
| 1925 | Cuando se ama                | Whitman Bennett                        |
| 1926 | La barrera                   | George W. Hill                         |
| 1926 | Ojos claros                  | Edward LeSaint                         |
| 1926 | Amor afortunado              | Raoul Walsh                            |
| 1926 | París a medianoche           | E. Mason Hopper                        |
| 1926 | La tierra de todos           | Fred Niblo Mauritz Stiller             |
| 1927 | Cruel dilema                 | Reginald Barker                        |
| 1927 | El palacio de las maravillas | Tod Browning                           |
| 1927 | Women Love Diamonds          | Edmund Goulding                        |
| 1928 | Alias Jimmy Valentine        | Jack Conway                            |
| 1928 | Drums of Love                | David W. Griffith                      |
| 1928 | Sadie Thompson               | Raoul Walsh                            |
| 1929 | The Hollywood Revue          | Charles Reisner                        |
| 1931 | Mata Hari                    | George Fitzmaurice                     |
| 1931 | Alma libre                   | Clarence Brown                         |
| 1932 | Grand Hotel                  | Edmund Goulding                        |
| 1932 | The Broken Lullaby           | Ernst Lubitsch                         |
| 1933 | Sweepings                    | John Cromwell                          |
| 1933 | Cena a las ocho              | George Cukor                           |
| 1934 | Carolina                     | Henry King                             |
| 1934 | La ciudad de cartón          | Louis King                             |
| 1934 | Busco un millonario          | Jack Conway Sam Wood                   |
| 1934 | This side of heaven          | William K. Howard                      |
| 1934 | La isla del tesoro           | Victor Fleming                         |
| 1935 | Ah, Wilderness!              | Clarence Brown                         |
| 1935 | La marca del vampiro         | Tod Browning                           |
| 1935 | The return of Peter Grimm    | George Nichols Jr. Victor Schertzinger |
| 1935 | La pequeña coronela          | David Butler                           |
| 1935 | El héroe público número 1    | J. Walter Ruben                        |
| 1935 | David Copperfield            | George Cukor                           |
| 1936 | The Road to Glory            | Howard Hawks                           |
| 1936 | The Devil-Doll               | Tod Browning                           |
| 1936 | The Voice of Bugle Ann       | Richard Thorpe                         |
| 1936 | A family affair              | George B. Seitz                        |
| 1937 | Saratoga                     | Jack Conway                            |
| 1937 | Capitanes intrépidos         | Victor Fleming                         |
| 1937 | Navy Blue and Gold           | Sam Wood                               |
| 1937 | Camille                      | George Cukor                           |
| 1938 | You Can't Take It With You   | Frank Capra                            |
| 1938 | Un yanqui en Oxford          | Jack Conway                            |
| 1938 | Piloto de pruebas            | Victor Fleming                         |
| 1941 | The Bad Man                  | Richard Thorpe                         |
| 1941 | The Penalty                  | Harold S. Bucquet                      |
| 1943 | Dos en el cielo              | Victor Fleming                         |
| 1944 | Desde que te fuiste          | John Cromwell                          |
| 1945 | El valle del destino         | Tay Garnett                            |
| 1946 | Duelo al sol                 | King Vidor                             |
| 1946 | Qué bello es vivir           | Frank Capra                            |
| 1946 | The secret heart             | Robert Z. Leonard                      |
| 1948 | Key Largo                    | John Huston                            |
| 1949 | Malaya                       | Richard Thorpe                         |
| 1949 | Down to the Sea in Ships     | Henry Hathaway                         |
| 1951 | Lone Star                    | Vincent Sherman                        |

## Premios y distinciones
Premios Óscar
| Año  | Categoría            | Película   | Resultado |
| ---- | -------------------- | ---------- | --------- |
| 1929 | Mejor Director       | Madame X   | Nominado  |
| 1931 | Óscar al mejor actor | Alma libre | Ganador   |

| Predecesor: George Arliss por Disraeli | Premio de la Academia al Mejor Actor 1931 por Alma libre | Sucesor: Wallace Beery por El Campeón y Fredric March por Dr. Jekyll y Mr. Hyde |